# Пестенькино
Песте́нькино — деревня Муромского района Владимирской области Российской Федерации, входит в состав Ковардицкого сельского поселения.

## География
Деревня расположена в 10 километрах на северо-запад от Мурома.

## История
Деревня впервые упоминается под названием Пестенино в окладных книгах Рязанской епархии 1676 года в составе Васильевского прихода, в ней был помещичий двор, в котором жил дворник, и 10 дворов крестьянских.
До революции крупное село Ковардицкой волости Муромского уезда. Население в 1897 году - 631 чел.
В годы Советской власти центр Пестенькинского сельсовета, с 2005 года — в составе Ковардицкого сельского поселения.
До 2019 года в деревне действовала Пестенькинская начальная общеобразовательная школа и детский сад № 12.

## Население
| 1859 | 1897 | 1905 | 1926 | 2002 | 2010 | 2012 |
| ---- | ---- | ---- | ---- | ---- | ---- | ---- |
| 487  | ↗631 | ↗774 | ↘661 | ↗836 | ↘778 | ↗865 |
| 2021 |      |      |      |      |      |      |
| ↘819 |      |      |      |      |      |      |

## Инфраструктура
В деревне имеются:
- Дом культуры
- Медпункт — Пестенькинская Врачебная амбулатория ( ул. Центральная 62)
- Отделение Сбербанка — Оперкасса N 93/0023 Муромского отделения СБ РФ N 93 ( ул. Центральная 56)
- Отделение почтовой связи 602202

## Известные люди
В селе родился Герой Советского Союза Дмитрий Лупов.

## Экономика
Находящееся в Пестенькино сельхозпредприятие — СПК «Колос» — поставщик мясо-молочной продукции.